# مرکز تجاری پاروس
مرکز تجاری پاروس (به لاتین: Parus Business Centre) یک ساختمان بلندمرتبه و آسمان‌خراش در اوکراین است که در کیف (اوکراین) واقع شده‌است.